# Fiat Duna
Fiat Duna (type 146) var en personbilsmodel fra Fiat, bygget mellem starten af 1987 og slutningen af 2000.
Duna var baseret på en forlænget platform fra Uno, som den adskilte sig fra med sit sedankarrosseri og den over forskærmene trukne motorhjelm. Baghjulsophænget med trapezformede tværled var hentet fra Fiat 128. Duna blev fremstillet i Italien, i Argentina (til 2000) og i Brasilien (til 1995) under navnet Fiat Prêmio. Prêmio fandtes også som todørs sedan.
Et væsentligt bidrag til Dunas succes var det store bagagerum. I Italien blev Duna stationcar også solgt i en tredørs udgave til erhvervsmæssig brug under navnet Fiat Penny. Her var de bageste sideruder afblændet, og det gennemgående lastrum var adskilt fra førerkabinen ved hjælp af et beskyttelsesgitter. Motorprogrammet omfattede to benzinmotorer på 1,1 og 1,3 liter med 43 kW (58 hk) hhv. 49 kW (67 hk), samt en 1,7-liters dieselmotor med 44 kW (60 hk). Stationcarversionen hed først Duna Weekend, men blev efter at sedanversionen udgik i slutningen af 1991 omdøbt til Fiat Elba. Elba blev i Italien også markedsført under varemærket Innocenti.
- Fiat Duna (1987–1991)
- Fiat Premio som todørs sedan
- Fiat Penny

## Tekniske data
|                                      | 60                 | 70                 | 60 DS              |
| Byggeår                              | 1/1987−6/1991      | 1/1987−6/1991      | 1/1987−12/1989     |
| Motordata                            |                    |                    |                    |
| Motortype                            | R4-benzinmotor     | R4-benzinmotor     | R4-dieselmotor     |
| Antal ventiler pr. cylinder          | 2                  | 2                  | 2                  |
| Ventilstyring                        | OHC, tandrem       | OHC, tandrem       | OHC, tandrem       |
| Fødesystem                           | Karburator         | Karburator         | Hvirvelkammer      |
| Trykladning                          | –                  | –                  | –                  |
| Køling                               | Vandkøling         | Vandkøling         | Vandkøling         |
| Boring × slaglængde                  | 76,0 × 61,5 mm     | 76,1 × 71,5 mm     | 82,6 × 79,2 mm     |
| Slagvolume                           | 1115 cm³           | 1301 cm³           | 1697 cm³           |
| Kompressionsforhold                  | 9,35:1             | 9,35:1             | 20,6:1             |
| Maks. effekt ved omdr./min.          | 43 kW (58 hk) 5500 | 49 kW (67 hk) 5500 | 44 kW (60 hk) 4500 |
| Maks. drejningsmoment ved omdr./min. | 85 Nm 2750         | 101 Nm 2500        | 103 Nm 3000        |
| Kraftoverførsel                      |                    |                    |                    |
| Drivende hjul                        | Forhjul            | Forhjul            | Forhjul            |
| Gearkasse                            | 5-trins manuel     | 5-trins manuel     | 5-trins manuel     |
| Præstationer                         |                    |                    |                    |
| Topfart                              | 150 km/t           | 155 km/t1          | 140 km/t2          |
| Acceleration 0-100 km/t              |                    | 13,2 sek.          | 18,0 sek.          |

Versionerne med benzinmotor er ikke E10-kompatible.